# Legaliteti
Legaliteti – albańska rojalistyczna organizacja ruchu oporu, działająca w latach 1943-1945.
Przywódca Legaliteti Abaz Kupi w kwietniu 1941 r. powrócił do Albanii z Jugosławii i rozpoczął organizowanie ruchu zwolenników króla Zogu I (stąd nazywano ich też zogistami). W połowie 1943 r. brali oni udział w porozumieniu w miejscowości Mukje zawartym pomiędzy Balli Kombëtar i komunistami Envera Hodży, na podstawie którego miało nastąpić zjednoczenie wszystkich sił albańskich przeciwko okupantom. Umowa została jednak zerwana przez obie strony. 20 listopada 1943 r. A. Kupi utworzył organizację pod nazwą Legaliteti, która dążyła do restauracji monarchii w Albanii po zakończeniu wojny. Przywódcą politycznym organizacji został wybrany na kongresie w Zall-Her - Xhemal Naipi. Wpływy Legaliteti koncentrowały się w rejonie Mati, skąd pochodził Ahmed Zogu – w północnej, górzystej części kraju. Miała swoje oddziały partyzanckie, które w szczytowym okresie liczyły blisko dwa tysiące ludzi. Wobec odmowy uznania przez Brytyjczyków praw króla Zoga do tronu albańskiego oddziały Legaliteti podobnie jak Balli Kombëtar skierowały się głównie przeciwko komunistom. Po opuszczeniu kraju przez Abaza Kupiego w listopadzie 1944 roku Legaliteti praktycznie zakończyła działalność.